# Ändholmsklobben
Ändholmsklobben är en ö i Finland. Den ligger i Finska viken och i kommunen Ingå i den ekonomiska regionen  Raseborg i landskapet Nyland, i den södra delen av landet. Ön ligger omkring 65 kilometer väster om Helsingfors.
Öns area är 1,5 hektar och dess största längd är 260 meter i sydöst-nordvästlig riktning.